# 15557 Кімкочран
15557 Кімкочран (15557 Kimcochran) — астероїд головного поясу, відкритий 2 квітня 2000 року.
Тіссеранів параметр щодо Юпітера — 3,297.